# Herold-Schriftenmission
Die Herold-Schriftenmission ist eine Mission mit Sitz in Leun im mittelhessischen Lahn-Dill-Kreis. Sie wurde im Jahr 1956 von dem amerikanischen Missionar Elmer Klassen ins Leben gerufen. Als Verlag veröffentlicht die Herold-Schriftenmission Zeitschriften und Bücher mit christlichem Bezug.

## Geschichte
Nach seinem Besuch einer Bibelschule in den USA sah Klassen sich dazu berufen, als Evangelist nach Deutschland zu gehen. Dort angekommen, kam er in Kontakt mit der Kirche des Nazareners in Frankfurt am Main. Mit Unterstützung einiger Christen dieser Denomination und des amerikanischen Zeitschriftenverlags Gospel Revival Inc. begann Klassen, evangelistische Traktate zu drucken und sie auf den Straßen in Frankfurt zu verteilen. 1956 gründete er die Herold-Schriftenmission, deren Hauptaufgabe bis heute in der Herausgabe der monatlichen Zeitschrift „Herold“ (bis 2013 unter dem Namen „Herold Seines Kommens“) besteht. In den Folgejahren kamen noch Übersetzungen der Zeitschrift auf Französisch (Héraut), Italienisch (l’araldo) und Niederländisch (de Stem) hinzu. 1988 zog die Herold-Schriftenmission, damals unter der Leitung des deutschen Verlegers und Unternehmers Klaus Gerth von Frankfurt a. M. ins mittelhessische Aßlar, und der Verein Herold-Schriftenmission e.V. wurde gegründet. Zwei Jahre später (1990) übergab Klaus Gerth die Leitung des Vereins an Wolfgang Gerstenberg, der sie wiederum im Jahr 2012 an Benjamin Schmidt weiterreichte.

## Verlagsprogramm
Die Herold-Schriftenmission gibt Bücher mit christlichen Inhalten heraus, häufig handelt es sich dabei um Übersetzungen aus der englischen Sprache. Der Verlag publiziert hierbei Werke bekannter britischer und US-amerikanischer Autoren aus der Vergangenheit (John Bunyan, Martyn Lloyd-Jones, J. C. Ryle,  Charles Spurgeon, George Whitefield, früher auch von Charles Finney) und Gegenwart (Kevin DeYoung, J. D. Greear, Os Guinness, Rebecca McLaughlin, J. I. Packer), gelegentlich auch Bücher deutschsprachiger Autoren wie Franz Graf-Stuhlhofer.

## Ziele
Die Herold-Schriftenmission e.V. sieht ihre Aufgabe darin, durch die Verkündigung des Evangeliums von Jesus Christus und evangeliumszentrierte Themenschwerpunkte, wie Heiligung, Gebet und die Wiederkunft Christi, Christen in ihrem Glauben zu stärken und Menschen, die dem christlichen Glauben noch skeptisch oder unwissend gegenüber stehen, das Evangelium nahe zu bringen. Neben Kleinschriften (Broschüren, Traktate, Aufkleber etc.) und der monatlichen Zeitschrift „Herold“ (mit einer monatlichen Auflage von 35.000) und „de Stem“ (monatl. Aufl. 30.000) veröffentlicht die Herold-Schriftenmission e.V. auch Bücher im hauseigenen Verlag. Die theologische Ausrichtung der Herold-Schriftenmission e.V. ist evangelisch-reformatorisch.

## Organisation
Die Herold-Schriftenmission e.V. ist eingetragen beim Vereinsregister Wetzlar und als gemeinnützig anerkannt. Sie finanziert ihre Arbeit zum überwiegenden Teil aus freiwilligen Spenden von Freunden und Mitgliedern.